# Max Vorwerg
Max Vorwerg (né le 20 septembre 1903 à Sorau, mort le 26 octobre 1975 à Berlin-Ouest) est un chef décorateur allemand.

## Biographie
Max Vorwerg est le frère cadet de Wilhelm Vorwerg, lui aussi chef décorateur. Il suit une formation de peintre décorateur. Dans les années suivantes, il travaille comme peintre, ce n'est qu'au printemps 1939 que Max Vorwerg rejoint le cinéma en tant que chef décorateur stagiaire. Dans cette fonction, il travaille pour son collègue Ernst H. Albrecht. En mars 1940, Vorwerg est promu architecte assistant.
Vorwerg devient chef décorateur qu'après la Seconde Guerre mondiale. La plupart du temps, cependant, il n'est pas autorisé à travailler de manière indépendante, il doit plutôt se contenter de la mise en œuvre de projets par d'autres architectes de cinéma, y compris Albrecht à nouveau, Hermann Warm, Erich Kettelhut et son frère Wilhelm.

## Filmographie
- 1947 : Herzkönig (de)
- 1952 : Pension Schöller
- 1953 : Masque en bleu
- 1953 : La Rose de Stamboul
- 1953 : Der Vetter aus Dingsda (de)
- 1954 : Annette de Tharau
- 1957 : Banktresor 713
- 1961 : Les Fiancées d'Hitler (de)
- 1961 : Mein Mann, das Wirtschaftswunder
- 1963 : Piccadilly minuit douze (de)
- 1964 : Das Wirtshaus von Dartmoor (de)
- 1967 : Hugenberg – Gegen die Republik (TV)